# شهرستان‌های برزیل
شهرستان (پرتغالی: Mesorregião) زیربخش ایالت‌های برزیل می‌باشد. در کشور برزیل در حال حاضر ۱۳۶ شهرستان وجود دارد.

## فهرست شهرستان‌ها
تا تاریخ ۲۰۱۴
در برزیل مجموعاً ۵۵۶۹ شهرداری وجود دارند، که به ۵۵۷ شهرک و ۱۳۶ شهرستان تقسیم می‌گردند:
| ایالت                 | شهرستان‌ها | شهرک‌ها | شهرداری‌ها |
| --------------------- | --------- | ------ | --------- |
| منطقه مرکز-غرب برزیل  | ۱۴        | ۵۱     | ۴۶۶       |
| گوییاس                | ۵         | ۱۸     | ۲۴۶       |
| ماتو گروسو            | ۵         | ۲۲     | ۱۴۱       |
| ماتوگروسو جنوبی       | ۴         | ۱۱     | ۷۹        |
| منطقه شمال شرقی برزیل | ۴۲        | ۱۸۸    | ۱۷۹۴      |
| آلاگواس               | ۳         | ۱۳     | ۱۰۲       |
| باهیا                 | ۷         | ۳۲     | ۴۱۷       |
| سئارا                 | ۷         | ۳۳     | ۱۸۴       |
| مارانیائو             | ۵         | ۲۱     | ۲۱۷       |
| پارائیبا              | ۴         | ۲۳     | ۲۲۳       |
| پرنامبوکو             | ۵         | ۱۹     | ۱۸۵       |
| پیاوی                 | ۴         | ۱۵     | ۲۲۴       |
| ریو گرانده شمالی      | ۴         | ۱۹     | ۱۶۷       |
| سرژیپه                | ۳         | ۱۳     | ۷۵        |
| منطقه شمال برزیل      | ۲۰        | ۶۴     | ۴۵۰       |
| اکری                  | اکری      | ۵      | ۲۲        |
| آماپا                 | ۲         | ۴      | ۱۶        |
| آمازوناس (برزیل)      | ۴         | ۱۳     | ۶۲        |
| پارا                  | ۶         | ۲۲     | ۱۴۴       |
| روندونیا              | ۲         | ۸      | ۵۲        |
| رورایما               | ۲         | ۴      | ۱۵        |
| توکانتینس             | ۲         | ۸      | ۱۳۹       |
| منطقه جنوب شرقی برزیل | ۳۷        | ۱۶۰    | ۱۶۶۸      |
| اسپیریتو سانتو        | ۴         | ۱۳     | ۷۸        |
| میناس گرایس           | ۱۲        | ۶۶     | ۸۵۳       |
| ریو دو ژانیرو         | ۶         | ۱۸     | ۹۲        |
| ایالت سائو پائولو     | 15        | ۶۳     | ۶۴۵       |
| منطقه جنوب برزیل      | ۲۳        | ۹۴     | ۱۱۹۱      |
| پارانا                | ۱۰        | ۳۹     | ۳۹۹       |
| ریو گرانده جنوبی      | ۷         | ۳۵     | ۴۹۷       |
| سانتا کاتارینا        | ۶         | ۲۰     | ۲۹۵       |
| مجموع                 | ۱۳۶       | ۵۵۷    | ۵۵۶۹      |